# Balthasar Niederkofler
Balthasar Niederkofler, 10 novembre 1906 – 11 avril 1989 est un ancien fondeur autrichien.

## Championnats du monde
- Championnats du monde de ski nordique 1933 à Innsbruck 
  -  Médaille de bronze en relais 4 × 10 km.